# Dasyprocta ruatanica
Dasyprocta ruatanica là một loài động vật có vú trong họ Dasyproctidae, bộ Gặm nhấm. Loài này được Thomas mô tả năm 1901.

## Hình ảnh

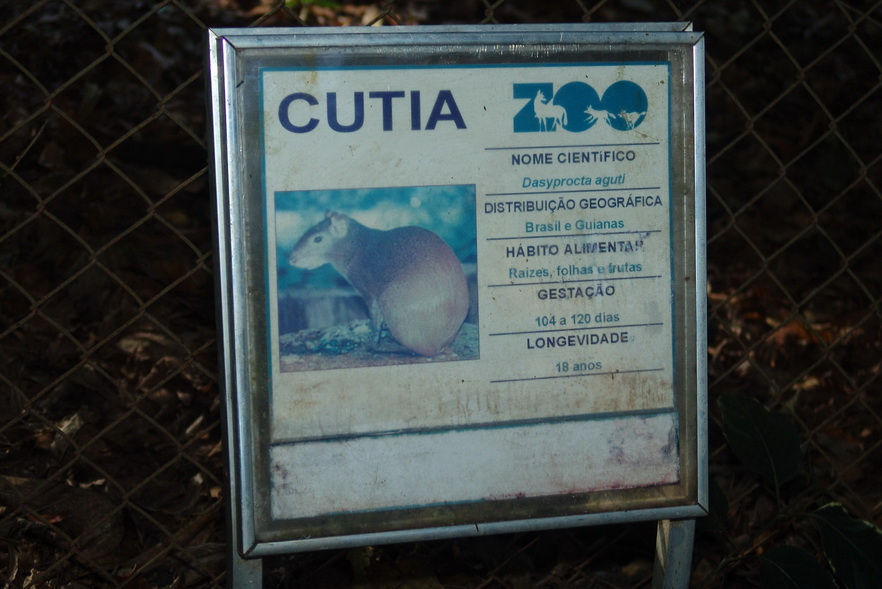
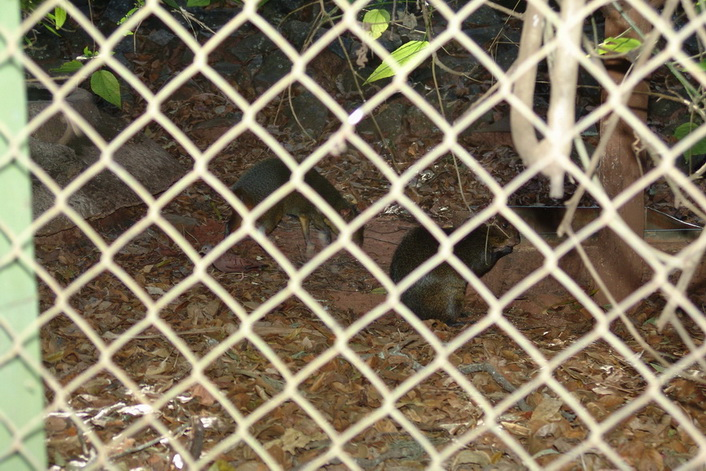